# Poste restante

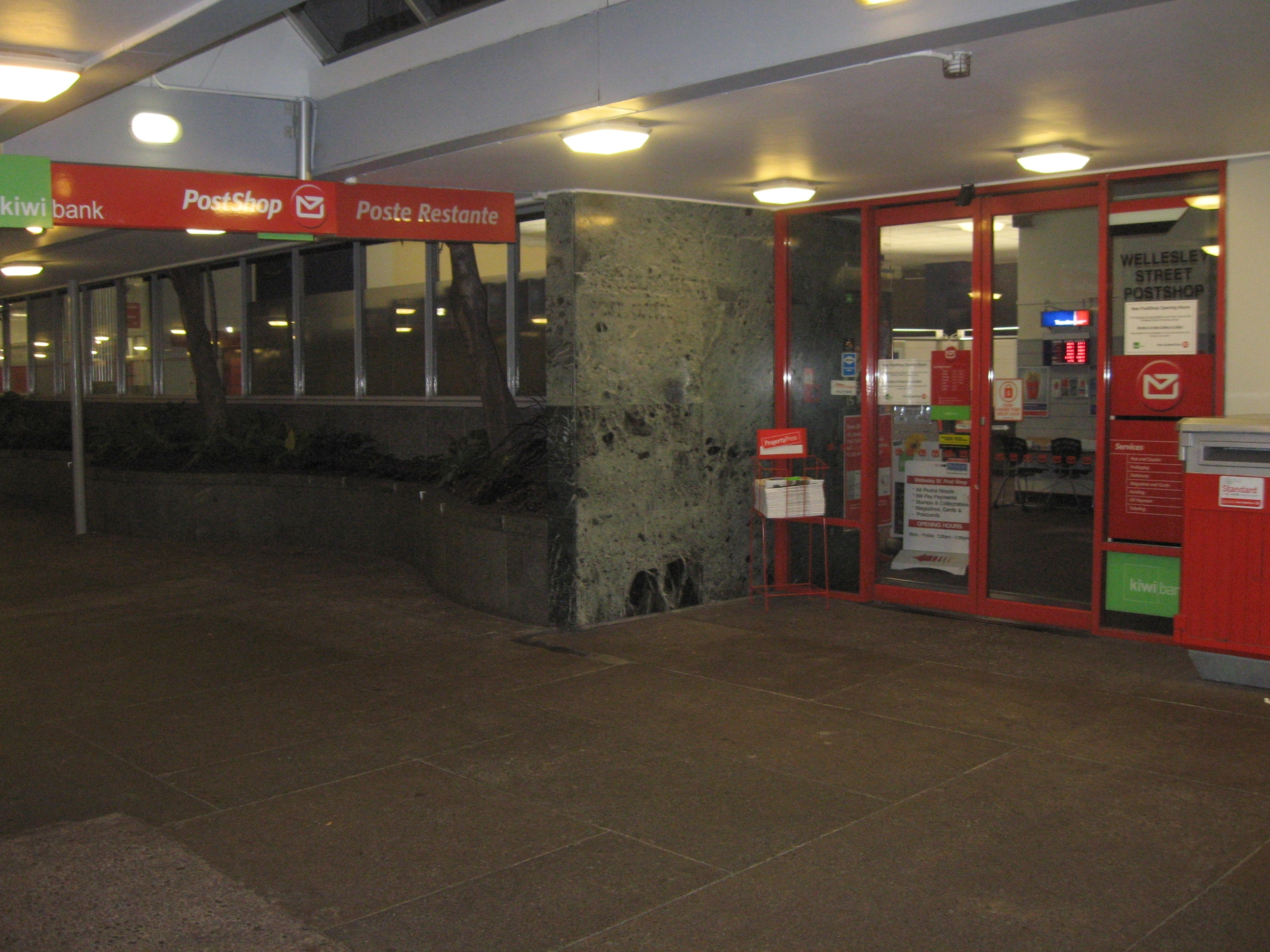
Esta tienda postal in Wellesley Street, Auckland, Nueva Zelanda, tiene servicio de poste restante.

Poste restante (del francés) o Lista de Correos es un servicio, prestado por las compañías nacionales de correos y telégrafos y otros servicios de entrega y recogida de paquetes, mediante el cual se puede dar como dirección, para recibir correspondencia, la de una oficina o agencia postal. Las cartas son recibidas y retenidas en esta oficina, para que el destinatario las retire ahí personalmente, previa presentación de DNI u otro dato o documento que permita considerarle unívocamente como el destinatario, generalmente de forma gratuita. La correspondencia despachada por este sistema debe especificar claramente en su cubierta, como dirección de destino, la ciudad y oficina a la cual va dirigida e indicar el término "lista de correos" o "poste restante".
Normalmente se usa todavía por personas que estaban de visita en un lugar y no podían o no querían tener un lugar estable para vivir y recibir el correo mientras duraba su estancia allí, tales como peregrinos y personas sin residencia. En los países de habla inglesa el término utilizado es General Delivery o la expresión 'TO BE CALLED FOR'.